# إبراهيم حييم
إبراهيم حييم معلم نسيم أو إبراهيم بن نسيم بن شمعون هو سياسي يهودي عثماني ثم عراقي ثم إسرائيلي، ولد في 3 آب 1876 في بغداد وتوفي في 2 أو 24 حزيران 1952 في رمات غان.
تخرج في المدرسة الإعدادية الملكية عام 1897، ثم عمل في وظائف حكومية، ثم انتقل للعمل في إدارة السكك الحديدية الألمانية التي امتدت خطوطها إلى سامراء في حينها، لكن الحكومة العثمانية قررت نفيه إلى الأناضول سنة 1915 ثم سجن شهرا في الموصل ثم أعيد إلى بغداد، واستمر للعمل في إدارة السكك حتى احتلال بغداد سنة 1917.
بعد احتلال بغداد، عينته الحكومة البريطانية معاونا للحاكم السياسي في الحلة ثم ملاحظ وزارة المالية سنة 1920، فمدير التقاعد سنة 1923، فمعاون سكرتير وزارة المالية سنة 1925، فمدير الذاتية وسكرتير الوزارة سنة 1926، فمساعد سكرتيو وزارة الري والزراعة سنة 1928 إلى 1930.
انتخب نائبا في مجلس النواب العراقي في دورته الثالثة في تشرين الثاني 1930، وبقي في كل الدورات التي بعدها حتى نهاية الدورة الحادية عشر في شباط 1948. شغل منصب مقرر اللجنة المالية في مجلس النواب من بداية انتخابه في الدورة الثالثة إلى استقالته في شباط 1940.
كان ضمن الوفد النيابي لانضمام العراق إلى عصبة الأمم في جنيف سنة 1932.
غادر إلى لندن سنة 1951، ثم إلى إسرائيل التي توفي فيها في 2 أو 24 حزيران 1952.
يصفه محمود صبحي الدفتري بأنه كان ضليعا باللغة التركية.